# Lambert de Saragosse
Pour les articles homonymes, voir Saint-Lambert.
Saint Lambert de Saragosse († IVe siècle) est agriculteur et saint aragonais. 

## Biographie
Lambert était agriculteur au service d'un maître infidèle et il a été décapité pour ne pas avoir renoncé à sa foi chrétienne. Après l'exécution, il releva la tête et passa devant ses bœufs jusqu'au tombeau des martyrs de Saragosse où il a été enterré.